# Tárgum de Jonatán
Tárgum de Jonatán (en hebreo: תרגום יונתן בן עוזיאל), también conocido como Targum Yonasan/Yonatan, es el tárgum oficial oriental (babilónico) (traducción aramea) de los Nevi'im (profetas).

## Origen
Se originó, como el Tárgum de Onquelos, en la lectura en la sinagoga de una traducción de los profetas, junto con la lección semanal.
El Talmud, atribuye su autoría a Jonatán ben Uzziel, un alumno de Hilel el Anciano. Según esta fuente, fue compuesto por Jonathan b. Uzziel «de la boca de Hageo, Zacarías y  Malaquías», lo que implica que se basó en tradiciones derivadas de los últimos profetas. Las declaraciones adicionales de que por este motivo toda la tierra de Israel fue sacudida y que una voz del cielo gritó: «¿Quién ha revelado mis secretos a los hijos de los hombres?» son reflejos legendarios de la novedad de la empresa de Jonatán, y de la desaprobación que evocaba. La historia añade que Jonathan también quería traducir los Ketuvim, pero que una voz celestial le hizo desistir. El Tárgum a Job, que fue retirado de la circulación por Gamaliel I, puede haber representado el resultado de sus intentos de traducir a los Ketuvim. Jonathan ben Uzziel es nombrado como el alumno más destacado de Hilel, y la referencia a su Tárgum es en todo caso de valor histórico, por lo que no hay nada que controverta la suposición de que sirvió de base para el actual Tárgum de los Profetas.
Sin embargo, fue revisado a fondo antes de que fuera redactado en Babilonia. En el Talmud de Babilonia es citado con especial frecuencia por Joseph, jefe de la academia de Pumbedita, quien dice, en referencia a dos pasajes bíblicos, «Si no hubiera un Tárgum no podríamos conocer el significado de estos versículos». Esto demuestra que ya a principios del siglo IV el Tárgum de los Profetas fue reconocido como de autoridad antigua.
El teólogo judío medieval Hai Gaon aparentemente consideraba a Joseph como su autor, ya que citaba pasajes de él con las palabras «Rab Joseph ha traducido».

## Análisis lingüístico
El lenguaje de Tárgum de Jonathan es el arameo. Su estilo general es muy similar al del Tárgum de Onquelos (al Pentateuco), aunque a veces parece ser una paráfrasis más flexible del texto bíblico.
Es el resultado de una única redacción.
Al igual que el Tárgum de Onquelos, ganó reconocimiento general en Babilonia en el siglo III a. C. y de las academias babilónicas se llevó a lo largo de la diáspora. Sin embargo, se originó en la Tierra de Israel, y luego se adaptó a la lengua vernácula de Babilonia; para que contuviera las mismas peculiaridades lingüísticas que el Tárgum de Onquelos, incluidas instancias esporádicas de palabras persas. En los casos en que los textos palestino y babilónico difieren, este Tárgum sigue a este último.
Aunque el Tárgum de Jonathan se compuso en la antigüedad (probablemente en el siglo II d. C.), ahora solo se conoce a partir de manuscritos medievales, que contienen muchas variantes textuales.

## Uso litúrgico
En tiempos talmúdicos (y hasta hoy en día en las comunidades judías yemenitas) el Tárgum de Jonathan se leía como una traducción de versículo por versículo alternativamente con los versículos hebreos de la haftará en la sinagoga. Así pues, cuando el Talmud afirma que «una persona debe completar sus lecciones de las Escrituras junto con la comunidad, leyendo las Escrituras dos veces y el tárgum una vez», se puede considerar que el pasaje se refiere al Targum de Jonathan (así como al Tárgum de Onquelos en la Torá).